# Мађарски радио
Мађарски радио  (мађ. Magyar Rádió) је била мађарска национална јавна радио установа која је деловала у Мађарској између 1925. и 2015. године. Од 2011. године установом је управљао и првенствено финансирао Фонд за подршку медијским услугама и управљање имовином. Ова владина организација управљала је и Мађарском телевизијом и телевизијом Дуна, као и мађарском новинском агенцијом Мађар Тавирати Ирода.
Од 1. јула 2015. године, Мађарски радио и преостале три јавне медијске организације, којима управља МТВА, спојени су у јединствену организацију под називом Медијски сервис Дуна (мађ. Duna Médiaszolgáltató).  Ова организација је правни наследник Мађарског радија и активни је члан Европске радиодифузне уније.

## Домаће мреже
Са седиштем у Будимпешти и регионалним канцеларијама широм земље, МР је био одговоран за јавни сервис широм Мађарске. Поред регионалних студија, Мађарски радио је емитовао три радио станице (Кошут, Петефи и Барток) које покривају читав спектар јавних радио услуга, као и четврти канал (МР4) намењен националним мањинама.

### Радио Кошут
Основана 1925. године и названа по Лајошу Кошуту, званична је радио станица Мађарске и главни канал Мађарског радија. Првенствено емитује вести, укључујући интервјуе, дискусије, извештаје и друге програме говорне природе.

### Радио Петефи
Названа по песнику Шандору Петефију, станица је намењена млађим генерацијама и емитује поп музику.

### Радио Барток
Названа по композитору Бели Бартоку, станица је посвећена класичној музици. Поред оркестарске и оперске музике, емитују се и програми говорне природе. Наводно, слушаност станице је ниска; гашење Радио Бартока било је предложено неколико пута, али никада није усвојено.

### Радио националности
Ова радио-станица емитује програме на језицима националних мањина Мађарске, укључујући и на српском језику.

### Радио парламента
Ова станица преноси разне политичке догађаје као и седнице мађарског парламента.

### Радио Данко
Ова радио станица је названа по Пишти Данку. Емитује регионалне садржаје широм Мађарске, пушта народну музику и емитује оперете. На интернету и преко FM-а станица је доступна 24 сата, а на средњим таласима током ноћи се емитује сигнал радија Кошут.

## Историја и профил
Мађарски радио користи слоган који се често чује у радио рекламама: „Само из јасног извора“. Зграде и студији Радија налазе се у Будимпешти, у блоку између Улице Бродија Шандора и Трга Полака Михаља. Изградња Студија бр. 6, оркестарског студија, повезана је са именом Георга фон Бекешија, који је 1961. године добио Нобелову награду за своје акустичко истраживање.
Дана 1. јула 2007. Радио Будимпешта је укинула програм на страним језицима. Дана 22. децембра 2012, сви регионални јавни радио програми су отказани и регионални студији су трајно затворени
Мађарски радио је 30. јуна 2011. затворио своју канцеларију Радио театра и отпустио све драматургије. Експерименти дигиталног радио емитовања (ДАБ+), који су преносили све станице јавног сервиса и никада нису били комерцијално лиценцирани, прекинути су 5. септембра 2020. године.

## У популарној култури
Године 1974. објављена је Локомотив ГЛ (Locomotiv GT (Dunhill Records 811) са налепницом на бранику са слоганом „Радио Будимпешта те воли!”